# Eduard Van Roey
Eduard Van Roey (Antwerpen, 8 november 1889) was een Belgisch voetballer die in de jeugd van Antwerp FC begon te voetballen. Het seizoen erna debuteerde hij in de Eerste Klasse als backspeler. Na een seizoen Sint-Ignatius SC trok Eduard via AF Alliance naar SFC Victoria Cappellen en terug naar Sint-Ignatius SC waar hij de halve finale van de Beker van België behaalde samen met Ivan Thijs, de vader van Guy Thijs. De oorlog brak uit en hij ging terug naar AF Alliance maar buiten wat vriendschappelijke partijen kwam men niet en hij transfereerde naar Olympique de Pantin waar hij in 1918 de Coupe de France met won. In 1919 kwam hij terug naar Eerste Klasse om bij Beerschot AC te spelen, maar verder dan drie wedstrijden kwam hij niet en transfereerde naar zijn laatste ploeg TSV Lyra waar hij nog zeven seizoenen in de Tweede Klasse zal met spelen waarvan de drie laatste als speler-trainer. In de Eerste Klasse speelde hij twaalf wedstrijden.